# 1960 en musique
| \| • Retour à la chronologie générale de la musique populaire • \| |
| XXIe siècle • XXe siècle • XIXe siècle • XVIIIe siècle XVIIe siècle • XVIe siècle • XVe siècle • XIVe siècle XIIIe siècle • XIIe siècle • XIe siècle • Xe siècle IXe siècle • VIIIe siècle • Haut Moyen Âge • Rome • Grèce |
| • Retour à la chronologie générale de la musique populaire • |

| • Retour à la chronologie générale de la musique populaire • |

| Années de la musique populaire : 1957 - 1958 - 1959 - 1960 - 1961 - 1962 - 1963    |
| Décennies de la musique populaire : 1930 - 1940 - 1950 - 1960 - 1970 - 1980 - 1990 |

Cet article présente les faits marquants de l'année 1960 en musique.

## Évènements
- 14 mars : Sortie du premier disque de Johnny Hallyday.
- 18 avril :
  - Première apparition publique des Beatles.
  - Première apparition à la télévision de Johnny Hallyday dans l'émission L'école des vedettes. Souvenirs, souvenirs, titre phare de son deuxième disque, est son premier grand succès. En tournée, durant l'été, ont lieu les premiers mouvements de foule. Ses tours de chant sont marqués par de nombreuses mini-émeutes, émaillées de multiples dégradations par son jeune public. La presse, très hostile, parle d'hystérie collective pour dépeindre l'ambiance de ses apparitions.
- 13 juillet : Premier festival de Jazz d'Antibes en France.
- 1er août : Elvis Presley est désigné comme l'ennemi public no 1 par un journal est-allemand.
- 6 août : Chubby Checker interprète The Twist pour la première fois à la télévision lors de l'émission American Bandstand sur ABC.
- 7 août : Ike and Tina Turner publient leur premier disque A Fool in Love.
- 17 août : Les Beatles se produisent au Club Indra à Hambourg, premier contrat du groupe à l'extérieur de l'Angleterre.
- 27 septembre : Naissance à New York du mouvement off-Broadway.

## Disques sortis en 1960
- Albums sortis en 1960
- Singles sortis en 1960

## Succès de l'année en France (singles)

### Chansons classées Numéro 1
Cette liste présente, par ordre chronologique, tous les titres s'étant classés à la première place des ventes durant l'année 1960.
- Edith Piaf : Milord
- Marcel Amont : Bleu, blanc, blond
- Dalida : Les enfants du Pirée
- Les Compagnons de la chanson : L'Arlequin de Tolède
- Johnny Hallyday : Souvenirs, Souvenirs

### Chansons francophones
Cette liste présente, par ordre alphabétique, tous les titres francophones s'étant classés parmi les 10 premières places des ventes mensuelles durant l'année 1960.
- André Verchuren : Carillon d'Alsace
- André Verchuren : Les fiancés d'Auvergne
- Annie Cordy : Salade de fruits
- Bob Azzam : Mustapha
- Bob Azzam : Fais-moi le couscous, chéri
- Bob Azzam : C'est écrit dans le ciel
- Bourvil : Salade de fruits
- Bourvil : Causerie anti-alcoolique
- Bourvil et Pierrette Bruno : Aux quatre saisons
- Caterina Valente : Jérémie voici l'heure
- Charles Aznavour : Tu t'laisses aller
- Charles Aznavour : Les deux guitares
- Charles Aznavour : L'Amour et la Guerre
- Colette Deréal : Ne joue pas
- Colette Deréal : Lola Lola
- Colette Renard : Mon homme est un guignol
- Dalida : Ne joue pas
- Dalida : Luna Caprese
- Dalida : T'aimer follement
- Dalida : Romantica
- Dalida : L'Arlequin de Tolède
- Dalida : Les enfants du Pirée
- Dalida : Itsi bitsi petit bikini
- Dalida : Douce nuit, sainte nuit
- Edith Piaf : Milord
- Franck Pourcel : Salade de fruits
- François Deguelt : Ce soir-là
- François Deguelt : C'est Noël à Paris
- Georges Guétary : Ivanhoë
- Gilbert Bécaud : Marie Marie
- Gilbert Bécaud : Pilou Pilou... hé
- Gilbert Bécaud : Tête de bois
- Gilbert Bécaud : L'Absent
- Gloria Lasso : Adonis
- Gloria Lasso : Valentino
- Gloria Lasso : Les enfants du Pirée
- Henri Genès : Ma femme est une poupée
- Jacqueline Boyer : Tom Pillibi
- Jacqueline Boyer : Comme au premier jour
- Jacques Brel : La Valse à mille temps
- Jacques Brel : Les Flamandes
- Jacques Brel : Ne me quitte pas
- Jean-Claude Pascal : Sacrée fille
- Johnny Hallyday : Laisse les filles
- Johnny Hallyday : Souvenirs, Souvenirs
- Les Compagnons de la chanson : Le marchand de bonheur
- Les Compagnons de la chanson : Ronde mexicaine
- Les Compagnons de la chanson : L'Arlequin de Tolède
- Marcel Amont : Bleu, blanc, blond
- Maria Candido : Minuit, chrétiens
- Maria Candido : Les cloches de Lisbonne
- Richard Anthony : Nouvelle vague
- Richard Anthony : Clémentine
- Sacha Distel : Personnalités
- Sacha Distel : Mon beau chapeau
- Petula Clark : Prends mon cœur

### Chansons non francophones
Cette liste présente, par ordre alphabétique, tous les titres non francophones s'étant classés parmi les 10 premières places des ventes mensuelles durant l'année 1960.
- Brenda Lee : I'm Sorry
- Brian Hyland : Itsy Bitsy Teenie Weenie Yellow Polkadot Bikini
- Elvis Presley : It's Now or Never
- Jamais le dimanche
- Neil Sedaka : Oh! Carol
- Paul Anka : Puppy Love
- Sidney Bechet : Petite fleur
- The Brothers Four : Greenfields
- The Shadows : Apache

## Succès internationaux de l’année
Cette liste présente, par ordre alphabétique, les trente titres et albums ayant eu le plus de succès dans les charts internationaux en 1960,.

### Singles
- Blue Diamonds : Ramona
- Brenda Lee : I'm sorry
- Brian Hyland : Itsy Bitsy Teenie Weenie Yellow Polkadot Bikini
- Brothers Four : Greenfields
- Chubby Checker : The Twist
- Cliff Richard : Please don't tease
- Connie Francis : Everybody's somebody's fool
- Edith Piaf : Milord
- Elvis Presley : Are you lonesome tonight?
- Elvis Presley : It's Now or Never
- Elvis Presley : Stuck on you
- Elvis Presley : A mess of blues
- Jim Reeves : He'll have to go
- Jimmy Jones : Good timin'
- Johnny Preston : Running bear
- Johnny Tillotson : Poetry in motion
- Lolita : Seemann, deine Heimat ist das Meer
- Maurice Williams & The Zodiacs : Stay
- Paul Anka : Puppy love
- Percy Faith : Theme from "A Summer Place"
- Ray Charles : Georgia on My Mind
- Rocco Granata : Marina
- Roy Orbison : Only the lonely (know the way I feel)
- Sam Cooke : Wonderful world
- Smokey Robinson & the Miracles : Shop around
- The Drifters : Save the Last Dance for Me
- The Everly Brothers : Cathy's Clown
- The Shadows : Apache
- The Shirelles : Will you love me tomorrow
- The Ventures : Walk don't run

### Albums
- 60 years of Music America Loves Best, Volume II
- Ben-Hur
- Bill Evans : Portrait in Jazz
- Billy Vaughn : Theme from "A Summer Place"
- Bob Newhart : The Button-Down Mind of Bob Newhart
- Bobby Darin : This is Darin
- Can-Can
- Ella Fitzgerald : Mack the knife, Ella in Berlin
- Elvis Presley : Elvis Is Back!
- Elvis Presley : G.I. Blues
- Enoch Light : Persuasive Percussion
- Frank Sinatra : Nice'n easy
- Harry Belafonte : Belafonte returns to Carnegie Hall
- Jimmy Smith : Back at the Chicken Shack
- Joan Baez : Joan Baez
- John Coltrane : Lush life
- La Mélodie du bonheur
- Mario Lanza : The Great Caruso
- Miles Davis : Sketches of Spain
- Mitch Miller : Saturday sing along with Mitch
- Mormon Tabernacle Choir : The Lord's prayer
- Muddy Waters : At Newport 1960
- Nat King Cole : Wild is love
- Peggy Lee : Latin a la Lee!
- Ray Charles : Ray Charles in Person
- Shelley Berman : Inside Shelley Berman
- The Everly Brothers : It's Everly time
- The Kingston Trio : Sold out
- The Kingston Trio : String along
- Wes Montgomery : The Incredible Jazz Guitar of Wes Montgomery

## Récompenses
- États-Unis : 3e cérémonie des Grammy Awards
- Europe : Concours Eurovision de la chanson 1960

## Formations de groupes
- Groupe de musique formé en 1960

## Naissances
- 4 février :  Jonathan Larson, compositeur et parolier américain de comédies musicales († 25 janvier 1996).
- 29 février :  Cheb Khaled, chanteur algérien.
- 13 mars :  Adam Clayton, bassiste du groupe de rock irlandais U2.
- 10 mai :  Bono, chanteur du groupe de rock irlandais U2.
- 3 juillet :  Vince Clarke, musicien et compositeur britannique du groupe Erasure et ex-membre de Depeche Mode.
- 12 juillet :  Corynne Charby, actrice et chanteuse française.
- 31 août :  Chris Whitley, musicien américain († 20 novembre 2005).
- 14 octobre :  Kiko Zambianchi, chanteur brésilien.
- 12 novembre :  Maurane, chanteuse belge († 7 mai 2018).
- 18 novembre :  Kim Wilde, chanteuse britannique de pop.

## Décès
- 2 mars :  Esther Lekain, de son vrai nom Ernestine Niekiel, chanteuse française (° 1er avril 1870).
- 4 avril :  Sylvester Weaver, guitariste de blues américain (° 25 avril 1897).
- 17 avril :  Eddie Cochran, chanteur de rock américain (° 3 octobre 1938).